# Olha Bohomòlets
Olha Vadímivna Bohomòlets (ucraïnès: О́льга Вади́мівна Богомо́лець, nascuda el 22 de març de 1966) és una política, compositora i metgessa ucraïnesa, professora de la Universitat Nacional de Medicina Bohomòlets (que porta el nom del seu besavi, Oleksandr Bohomòlets). És fundadora i directora mèdica de l'Institut de Dermatologia i Cosmetologia.

## Carrera
Olga Bohomòlets va néixer el 22 de març de 1966 a Kíev, en una família de metges descendent de l'antiga noblesa lituano-russa, l'origen de la qual es remunta al segle xv.
El 1989, es va graduar en l'Institut Mèdic de Kíev (actualment Universitat Nacional de Medicina Bohomòlets). Entre 1993 i 1994, va estudiar a la Universitat Mèdica de Pennsilvània i a l'Institut de la Bernard Ackerman de dermatopatología (Filadèlfia, EUA).
Després del seu retorn dels EUA, va engegar la seva pròpia Clínica de Medicina Làser, actualment coneguda com l'Institut de Dermatologia i Cosmetología Dr. Bohomòlets. El 2003 va accedir al càrrec de directora mèdica, cap de l'Institut de Dermatologia i Cosmetologia. Entre desembre de 2004 i octubre 2005 va ser la metgessa personal del President d'Ucraïna.
Olga Bohomòlets és l'organitzadora de l'acció benèfica anual a nivell nacional "Dia del melanoma". És autora de més de 70 treballs de recerca en dermatologia i autora de 9 patents d'invenció en aquesta branca de la medicina. Bohomòlets és membre de l'Acadèmia Americana de Dermatologia i de l'Acadèmia Europea de Dermatologia i Venereologia, membre de l'Acadèmia de les Ciències de Nova York.

## Personal
Olga Bohomòlets té quatre fills: un fill i tres filles.

## Fuentes
- Lloc web oficial d'Olga Bohomòlets Arxivat 2014-02-22 a Wayback Machine.
- Lloc web oficial del Castell Radomysl Arxivat 2014-04-14 a Wayback Machine.
- Dr. Bogomolets' Institut de Dermatologia i Cosmetología (en rus) (en anglès)